# Gąsówka-Bagno
Gąsówka-Bagno (dawn. Gąsówka-Osse-Bagno) – część wsi Gąsówka-Osse w Polsce, położona w województwie podlaskim, w powiecie białostockim, w gminie Łapy.

## Historia
Dawniej wieś w gminie Sokoły w powiecie wysokomazowieckim, od 1919 w województwie białostockim. 16 października 1933 utworzyła gromadę Gąsówka-Osse-Bagno w gminie Sokoły.
W 1954 Gąsówka-Osse-Bagno weszła w skład gromady Płonka Kościelna, podczas gdy Gąsówkę-Osse (należącą dotychczas do gminy Poświętne) włączono do Łap.

## Wiara
Wierni kościoła rzymskokatolickiego należą do parafii św. Jana Chrzciciela w Łapach.